# Bupleurum clarkeanum
Bupleurum clarkeanum là một loài thực vật có hoa trong họ Hoa tán. Loài này được (H.Wolff) Nasir mô tả khoa học đầu tiên năm 1972.